# 立禅
立禅（りつぜん）とは、立って行う東洋的瞑想法。仏教由来のもののほか仙術や導引術などの系統を引くものもある。太極拳の站樁功のことをいう場合も少なくない。

## 仏教における立禅
仏教由来の禅では、動いている「行」、止まっている「住」、坐る「坐」、横になる「臥」の4つの体勢を「四威儀」といい、「行住坐臥これ禅」の観念から坐禅、動禅、横臥禅などそれぞれに禅があり、このうち立っている状態での禅を立禅という。仏教も本質的には立禅を主体とし托鉢に始まり歩行、沈思、四念処と立禅に依って成り立ち、釈迦尊が沙羅双樹の下での瞑想により大悟されたという記録以ってして座禅を特別視しがちであるが、座禅も、立つ、歩く、座る、臥する一形態に過ぎす立禅有りて座禅あり、歩禅ありて臥禅あるとも説かれる。
坐禅との関係では、坐禅を行う際に調整的に行う経行（きんひん）の内容として立禅や歩行禅が行われる。

## 太気拳における立禅
太気拳では、基本となる修行方法とされる。
王向斉から伝授された意拳の站樁(タントウ)を澤井健一がアレンジして日本に伝えたものである。
人間の内的な力を強力にし、瞬間的な爆発力（気の力）を養成することを目的とする。
すなわち、火事場の馬鹿力と呼ばれる潜在能力を、意識的に出せることを最終目標として修練する。
また立禅の修行によって以下のような効果が得られるという。
- 心身をひとつにする[2]。
- 身体の中心感覚を養成する。
- 人間の持つ本能を呼び覚まし動物的な反応や動きが可能になる。

### 太気拳の立禅のやり方
立禅は早朝、自然の中で行うのが良いとされる。自然の中で土や木々のエネルギーを取り込み、風を全身で感じ取ることで立禅の効果は高まるとされる。
- 心を穏やかに保ち呼吸は自然に。
- 中腰になる。高い椅子に腰掛けるように[10]。
- かかとを少し浮かし足親指の付け根に重心をかける。
- 両手で大きなボールをかかえるように円をつくる[10]。
- 手の指全体がつながっているような感覚。
- 頭は天から吊り下げられている感覚[10]。
- 脚は地面の中に埋まって根を張っている感覚。
- 自らが中心であることを意識する。
- 顎は玉を挟むような感覚。
- 目は軽く開きやや上の方を観る。
- 意識を遠くに放つ。
- 耳はわずかな物音にも反応する。

上記の姿勢を20～30分続ける。もっとも、下限も上限もないので続けるか否かは個人の判断による。
終了させる場合は急に止めるのではなく、揺りに移行して体をほぐしてから終了させるのが望ましい。
なお、立禅には馬歩勢、半歩勢などがある。